# Euterocèfals
Els euterocèfals (Eutherocephalia) són un clade extint de teràpsids terocèfals avançats. Es distingeixen dels licosúquids i els escilacosàurids, dues famílies de terocèfals primitius. A diferència dels licosúquids i els escilacosàurids, que desaparegueren al final del Permià, els euterocèfals sobrevisqueren a l'extinció del Permià-Triàsic. Acabaren extingint-se durant el Triàsic mitjà.

## Característiques
Els euterocèfals desenvoluparen diversos caràcters mamiferoides per evolució convergent amb els cinodonts. En són exemples la pèrdua de les dents palatines i la reducció de l'ull parietal. Aquest últim té un paper cabdal en la termoregulació en les sargantanes i les serps, cosa que indica que tant els euterocèfals com els cinodonts progressaven cap a un estil de vida més actiu i homeotèrmic, encara que l'ull no desaparegué del tot en els euterocèfals.

## Classificació
El clade Eutherocephalia conté la majoria dels terocèfals, però les relacions filogenètiques en el si del grup resten incertes. Nombroses anàlisis filogenètiques han donat suport a Eutherocephalia, però les posicions relatives de grups com els acidnognàtids, els hofmèyrids, els whàitsids i els baurioïdeus continuen sent objecte de debat.